# Карпатское землетрясение (1977)
Карпатское землетрясение (также Бухарестское или Вранчанское землетрясение 1977 года; рум. Cutremurul din 1977; болг. Вранчанско земетресение) стало самым мощным и самым разрушительным землетрясением в истории современной Румынии. Произошло 4 марта 1977 года, в 21:22 по местному времени, и продолжалось 55 секунд. Как и при Карпатском землетрясении 1940 года, подземные толчки ощущались на обширной территории Восточно-Европейской равнины, в том числе в Москве и Ленинграде.

## Ход событий
Эпицентр землетрясения находился в уезде Вранча, у изгиба Карпатского хребта, поэтому точнее его было бы называть Вранчанским (как это принято в Болгарии). По оценкам разных сейсмических сетей магнитуда составила 7,2—7,5. Интенсивность в эпицентре достигала 8—9 баллов, 4—5-балльные толчки были зафиксированы даже в Москве и отчётливо ощущались по всему Балканскому полуострову. Наиболее разрушительная волна подземных разломов прокатилась на юго-восток по линии Вранча — Бухарест — Свиштов, называемой зоной Вранча.

## Жертвы и разрушения
По официальным данным, число жертв в Румынии достигло 1578 человек, из которых 1424 (90 %) погибло в Бухаресте, где обрушились 33 многоэтажных здания. В сельских районах страны с преимущественно одноэтажной застройкой жертв было относительно немного. При этом свыше 11 300 человек получили ранения и 35 000 строений получили повреждения. На другом берегу реки Дунай, в городе Свиштов, Болгария, обвалилось три многоквартирных дома, в которых погибло 100 человек.